# Salas (Asturien)
Salas ist eine spanische Gemeinde (concejo in Asturien, entspricht dem municipio im übrigen Spanien) in der autonomen Region Asturien. Der Hauptort und Sitz der Gemeindeverwaltung ist ebenfalls Salas.

## Lage
Die Gemeinde Salas ist begrenzt von
| Valdés | Cudillero                                   | Pravia  |
| Tineo  | Kompassrose, die auf Nachbargemeinden zeigt | Candamo |
| Tineo  | Belmonte de Miranda                         | Grado   |

## Geschichte

### Das Wappen
- oben links: das Wappen der Familie Salas
- oben rechts: das Wappen der Benediktinerkongregation von Valladolid
- unten links: das Wappen der Familie Miranda
- unten rechts: das Wappen der Familie Valdés

### Antike
Zahlreiche Funde aus der Altsteinzeit belegen die frühe Besiedelung des Gemeindegebietes, darunter zahlreiche Dolmen und Reste von Wallburgen. Äxte und Fibeln aus der Bronzezeit bestätigen die anhaltende Besiedlung und den regen Handel, nachdem Funde aus Malleza eindeutig dem benachbarten Álava zugewiesen werden konnten.
Aus der Zeit der römischen Besetzung existieren noch teilweise genutzte Wasserversorgungskanäle sowie Spuren des Bergbaus an den Kupfer- und Goldbergwerkenminen von Godán, Ablaneda und Carlés. Einige Ortsnamen können die römische Herkunft nicht verleugnen. Bedeutendster Nachweis ist wohl eine Stele mit der Inschrift: „Hier liegt Flavio Cabarco, Sohn von Auledo und von Caya“.

### Mittelalter
Die erste urkundliche Erwähnung von Salas stammt aus dem Jahr 896, in einer Abtretungsurkunde aus dem benachbarten Erzbistum Oviedo, die die Kirche San Martin de Salas betrifft.

Aus dem Jahr 1024 stammt die Gründung des Klosters Monasterio de San Salvador im Auftrag der Infantin Christina.

### Neuzeit
Im ausgehenden 16. Jahrhundert wurden die Pfarreien Soto de los Infantes, Linares und Lavi in die Gemeinde Salas integriert. 1804 folgten die Kirchspiele San Antolín de las Dorigas, San Esteban de las Dorigas, San Justo de las Dorigas Santa Eulalia de las Dorigas.

Während des spanischen Freiheitskriegs wurde Marschall Neys Vormarsch bei Cornellana am 17. Mai 1809 gestoppt, die Gemeinde konnte erst 1810 in einem zweiten Anlauf von Truppen unter Marschall Bonnet genommen werden.

## Politik
Die 13 Sitze des Gemeinderates verteilen sich wie folgt:
| Historische Entwicklung des Gemeinderates von Salas |      |      |      |      |      |      |      |      |      |      |
| Partei                                              | 1979 | 1983 | 1987 | 1991 | 1995 | 1999 | 2003 | 2007 | 2011 | 2015 |
| PSOE                                                |      | 6    | 6    | 9    | 8    | 10   | 8    | 7    | 6    | 3    |
| FAC                                                 |      |      |      |      |      |      |      |      | 5    | 9    |
| CD / AP / PP                                        | 3    | 7    | 5    | 4    | 5    | 2    | 5    | 5    | 2    | 1    |
| PCE / IU-BA                                         |      |      |      |      |      |      |      | 1    |      |      |
| UCD / CDS                                           | 4    |      | 2    |      |      |      |      |      |      |      |
| UCA                                                 | 6    |      |      |      |      |      |      |      |      |      |
| CIS                                                 |      |      |      |      |      | 1    |      |      |      |      |
| Total                                               | 13   | 13   | 13   | 13   | 13   | 13   | 13   | 13   | 13   | 13   |

## Wirtschaft
| TOTAL | 1.907 | 100   |
| Ackerbau, Viehzucht und Fischerei                                                                              | 553   | 6,98  |
| Industrie | 339   | 29,00 |
| Bauwirtschaft                                                                                                  | 153   | 8,02  |
| Dienstleistungsbetriebe                                                                                        | 862   | 45,20 |
| * Daten aus dem Statistischen Amt für Wirtschaftliche Entwicklung in Asturien, Stand 2009 (PDF; 109 kB), SADEI |       |       |

## Parroquias
Die Gemeinde ist in 28 Parroquias unterteilt
| - Alava - Ardesaldo - Bodenaya - Camuño - Cermoño - Cornellana - Godán | - Idarga - La Espina - Láneo - Lavio - Linares - Mallecina - Malleza | - Millara - Priero - Salas - San Antolín de las Dorigas - San Esteban de las Dorigas - San Justo de las Dorigas - San Vicente | - Santa Eulalia de las Dorigas - Santiago de la Barca - Santullano - Soto de los Infantes - Viescas - Villamar - Villazón |

## Sehenswertes
- Pfarrkirche „Iglesia de San Martin“ mit Fundamenten aus dem 10. Jahrhundert
- Kloster „Monasterio de San Salvador“ in Cornellana aus dem 12. Jahrhundert
- Eine Vielzahl unterschiedlicher Horreos aus mehreren Jahrhunderten

Eine Vielzahl von Baudenkmälern aus teilweise vorromanischer Zeit sowie Nekropolen und Wallburgen finden sich im gesamten Gemeindegebiet.

## Herbergen am Jakobsweg
Die Gemeinde Salas wird vom Camino Primitivo durchquert, in der Gemeinde stehen den Pilgern drei  zur Verfügung:
- Monasterio de San Salvador, Cornellana
- Albergue Municipal de Salas, Salas
- Refugio de Bodenaya, La Espina

## Söhne und Töchter der Gemeinde

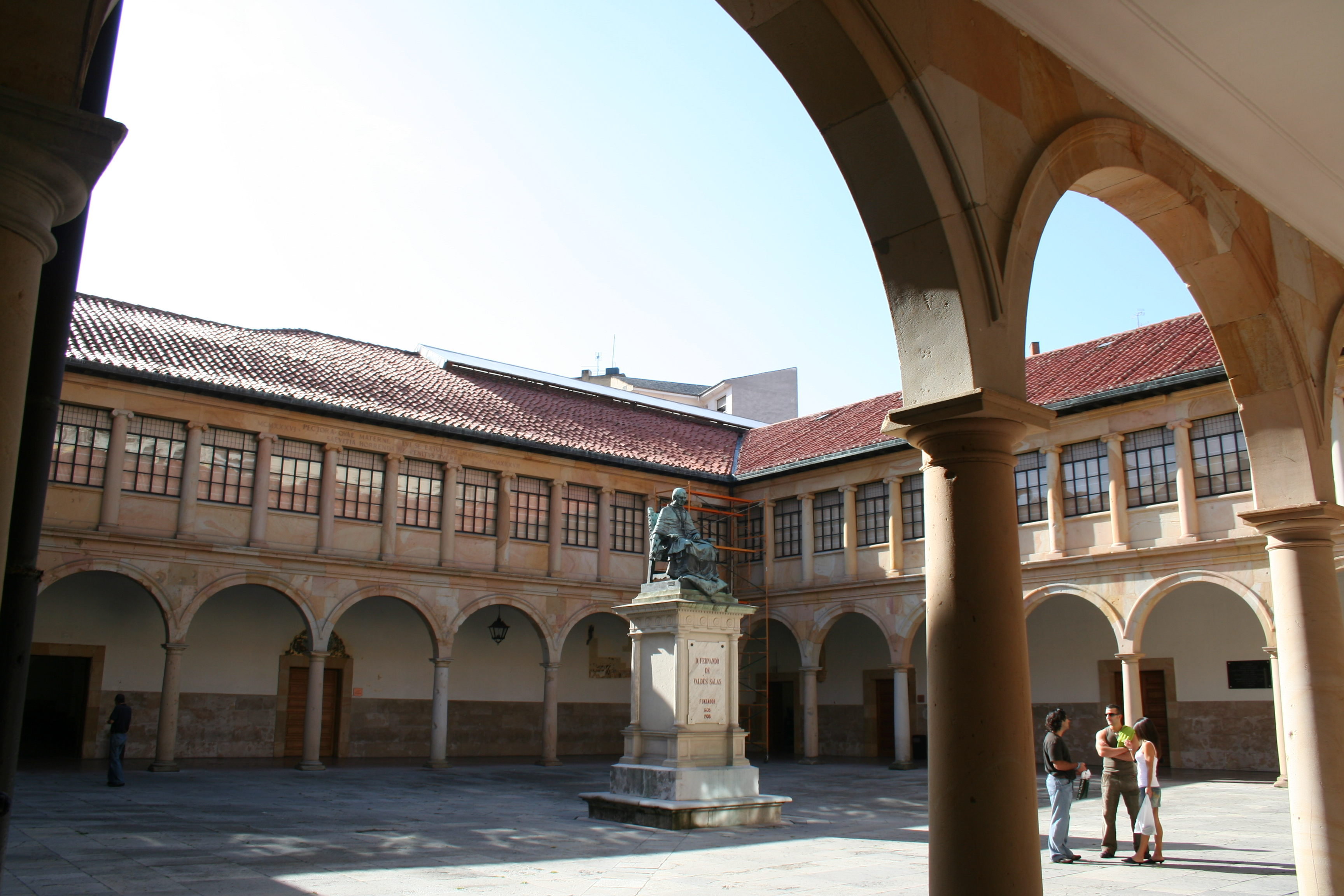
Statue des Fernando Valdés Salas in der Universität Oviedo

- Fernando de Valdés y Salas (1483–1568), Generalinquisitor von Kastilien, Gründer der Universität Oviedo
- Juan Velarde Fuertes, Wirtschaftswissenschaftler
- Manuel Díaz Vega (* 1954), Präsident des spanischen Fußballverbandes
- Luján Argüelles, Journalistin und TV-Moderatorin